# Rheine
Rheine è una città della Renania Settentrionale-Vestfalia, in Germania.
È il centro maggiore, ma non il capoluogo, del circondario di Steinfurt.
A inizio Ottocento (dopo aver fatto parte del principato vescovile di Münster) fu la capitale del principato di Rheina-Wolbeck, feudo sovrano (grande 556 kmq) dei Duchi di Looz-Corswarem, poi annesso al Regno di Prussia.
Rheine possiede lo status di "Grande città di circondario" (Große kreisangehörige Stadt).

## Amministrazione

### Gemellaggi
- Borne, Paesi Bassi, dal 1983
- Bernburg (Saale), Sassonia-Anhalt, Germania, dal 1990
- Leiria, Portogallo, dal 1996
- Trakai, Lituania, dal 1996